# Кондратенков, Александр Ерофеевич
Александр Ерофеевич Кондратенков (1921—1992) — советский педагог, член-корреспондент АПН СССР (1968), заслуженный учитель школы РСФСР (1960), заслуженный деятель науки РСФСР (1991), кандидат педагогических наук (1965), профессор, заведующий кафедрой педагогики, проректор Смоленского государственного педагогического института (1968—1992).

## Биография
Александр Кондратенков родился 25 декабря 1921 года в деревне Анновка (ныне — Хиславичский район Смоленской области) в семье крестьян-бедняков. Рано остался без отца — он умер в 1923 году, когда сыну было всего два года.

### Образование
Учился в Анновской начальной, Упинской семилетней и Хиславичской средней школах. В 1937 году поступил в Новозыбковский учительский институт, но, проучившись десять месяцев, заболел и вернулся в свой район. Летом 1938 года работал в районной газете, а с сентября стал работать учителем русского языка в Упинской семилетней школе. Именно отсюда в октябре 1939 года его призвали в армию. Участник Великой Отечественной войны. Из одиннадцати лет службы в воинских частях восемь лет был на политработе. Будучи военнослужащим, в 1941 году стал кандидатом в члены ВКП(б)/КПСС, а с 1943 года — членом партии. Демобилизовался в декабре 1950 года. Выполнение своего служебного долга в войсках, особенно в послевоенный период, сочетал с систематической работой по самообразованию. Это дало возможность в 1949 году успешно окончить Житомирский педагогический институт, где он был рекомендован в аспирантуру.

### Деятельность
После демобилизации из армии вернулся на Смоленщину и с 1951 по 1956 год работал директором Кобылкинской средней школы Хиславичского района Смоленской области. В 1956 году был назначен заведующим Вяземским районо, где работал до 1959 года.
В 1959 году было поручено организовать и возглавить первую в стране самую крупную среднюю Сафоновскую экспериментальную комплексную школу-интернат, в состав которой вошли ясли, детский сад и школа. Благодаря инициативе и творчеству А. Е. Кондратенкова эта школа стала базой проведения научных исследований Академии педагогических наук СССР. Как отмечал А. Е. Кондратенков в статье «Учиться в полную меру сил», в условиях школы-интерната каждый учитель принадлежит всем детям, а педагогический коллектив в целом должен отвечать за каждого ученика. В 1965 году на основе материалов и опыта работы в комплексной школе-интернате в научно-исследовательском институте теории и истории педагогики АПН РСФСР А. Е. Кондратенковым была защищена кандидатская диссертация «Педагогические проблемы организации воспитательной работы в комплексной школе-интернате». Опыт школы-интерната широко освещался в печати 1960-х годов: газетах «Смена» и «Рабочий путь», центральных изданиях («Учительская газета», «Известия», «Советская Россия»), специальных педагогических журналах («Народное образование», «Семья и школа», «Школа-интернат»). В 1964 году Сафоновская школа-интернат была представлена широким показом на ВДНХ СССР и отмечена Дипломом I степени, а Кондратенков награждён Золотой медалью. В журналах «Школа-интернат», «Воспитание школьников», «Семья и школа», «Советская педагогика» и др. печатались статьи А. Е. Кондратенкова; в 1967 году в издательстве «Просвещение» вышла его книга «Коллектив отвечает за каждого», которая была удостоена премии Президиума АПН СССР. А. Е. Кондратенков опубликовал по общепедагогическим проблемам и вопросам учебно-воспитательного процесса в сельской средней школе и школе-интернате десять научных трудов, из которых три книги: «Из опыта воспитания коллектива учителей и учащихся в сельской средней школе» и «Коллектив отвечает за каждого»; «Воспитываем поколение будущего»; семь статей в журналах «Школа-интернат» и «Воспитание школьников». В 1968 году Кондратенков был избран членом-корреспондентом этой академии, возглавлял Научный Совет по проблемам сельской школы при Президиуме АПН СССР, был членом Центрального Совета Педагогического общества РСФСР. Ему были присвоены звания Заслуженного учителя школы РСФСР и Заслуженного деятеля науки РСФСР.
С 1968 года Кондратенков перешёл на преподавательскую работу в Смоленский государственный педагогический институт, заведовал кафедрой педагогики, затем был проректором института. Ярко проявившиеся его качества педагога, организатора, исследователя позволили значительно улучшить преподавание педагогических дисциплин в институте, активизировать научно-исследовательскую работу. А. Е. Кондратенков стал основателем нового направления в педагогической науке — изучение специфики обучения и воспитания в сельской, в том числе, малокомплектной школе. По этой проблеме он был координатором исследований ученых многих педагогических институтов СССР, опубликовал монографии «Сельская общеобразовательная школа» (1976), «Сельская общеобразовательная школа на современном этапе» (1979) и около 30 сборников научных статей. Под его научным руководством было подготовлено и защищено более 30 кандидатских диссертаций. Высокую оценку научной и педагогической общественности получила книга «Труд и талант учителя» (1985—1989). Всего же им опубликовано в стране и за рубежом более 400 научных и научно-публицистических работ, основными идеями которых являлись идеи высокой духовности, чистоты человеческих отношений, беззаветной преданности учительской профессии и ответственности учителя за судьбу своих воспитанников.
Умер 8 марта 1992 года, похоронен на сельском кладбище в районе своей родной деревни.
Был награждён орденом «Знак Почета» и рядом медалей. Бюст А. Ф. Кондратенкова установлен в здании Смоленского государственного университета.